# Kefferhausen
Kefferhausen es una aldea situada en el distrito de Eichsfeld, en el estado federado de Turingia (Alemania)
A una altitud de 375 metros, cerca del núcleo nace el río Unstrut, el cual atraviesa la localidad. Pertenece administrativamente a la ciudad rural de Dingelstädt (Eichsfeld). 
Ambas localidades pertenecían a la histórica región de Eichsfeld, la cual perteneció al electorado de Maguncia hasta el año 1802.
Su población a finales de 2016 era de unos 725 habitantes (31 de diciembre de 2018) y su densidad poblacional, 70 hab/km².